# 高田彩香
高田彩香（1992年9月11日—），日本女演員。身高159cm。血型為O型。曾為Production尾木所屬。

## 演出

### 電視劇
- 極道鮮師（第1輯、第3集）（日本電視台、2002年）。
- 忍風戰隊破裏劍者（第47集）（朝日電視台、2002-2003年）。
- 相遇的故事（富士電視台、2003年）。
- KUNIMITSU之政（富士電視台（關西電視台製作）、2003年）飾演5年3班的學生。
- 真實的恐怖故事（第1、2輯）（富士電視台、2004年）。
- 女王的教室（日本電視台、2005年）飾演6年3班的（松本繪真）。
- 唯一的愛（日本電視台、2006年）。
- 演歌女王（日本電視台、2007年）。
- 水戶黃門 第37部（第7話「捨棄家人的母親的愛・鶴岡」）（東京廣播公司、C.A.L.、2007年）飾演。
- BATTERY（日本放送協會、2008年）飾演藤井美佳。
- 武士高校（日本電視台、2009年）飾演山崎依世。
- 週六WIDE劇場 弁天祐美子法律事務所（日语：弁天祐美子法律事務所）2（朝日電視台、2009年11月7日）。
- 臨場2（第10-11集）（朝日電視台、2010年）飾演皆川美咲。

### 其他電視節目演出
- SDM發i（富士電視台）

### 電影
- DRUG GARDEN（LIBERO、2000年）飾演小學生REONA。
- SPY SORGE（東寶、2003年）飾演尾崎杏子。

### 廣告
- 東京電力（硬照）（2000年12月）

### CD、DVD
高見澤俊彥監製
UNIVERSAL UPCH-5327 【CD DVD】 2005年8月10日發售 連稅售價1890日圓

Sky PerfecTV!／富士電視台721
「CS發！美少女箱」Dolls Vox 

## 外部連結
- 官方個人詳細資料 （页面存档备份，存于）
- 富士電視台「真實的恐怖故事」官方網站中的個人資料（Internet Archive存檔）